# Melcior Vinyals i Muñoz
Melcior Vinyals i Muñoz, o Viñals en grafia antiga (Barcelona, 26 d'agost de 1878 - 1938) fou un arquitecte modernista català que va fer bona part de la seva obra a Terrassa, ciutat de la qual va ser arquitecte municipal.

## Biografia
Melcior Robert Viñals i Muñoz va néixer al carrer de les Moles de Barcelona, fill del tintorer Vicenç Viñals i Planella (1820-1890), natural de Sarrià, i de Júlia Muñoz i Prats (ca.1842-1881), natural de Sant Vicenç dels Horts. Júlia Muñoz fou la segona esposa de Vicenç Viñals, després que ell quedés vidu de Catalina Sabaté i Brunet. Melcior no fou el primer fill d'aquest matrimoni ni l'ultim, encara tindria una filla, Francesca, que moriria amb 14 mesos. Melcior fou germanastre de l'arquitecte Salvador Vinyals i Sabaté (1847-1926), amb qui va col·laborar en nombroses obres, de vegades substituint-lo. De fet, Salvador va exercir de pare de Melcior, atès que els veritables pares van morir tots dos abans que Melcior fes 12 anys.
Va obtenir el títol d'arquitecte per la Universitat de Barcelona l'any 1905. El 1908 va ser un dels pèrits del cas de l'esllavissada de terres de la Ronda Universitat del 12 de setembre del mateix any, per causa de les obres del clavegueram, un fet que va provocar la mort d'un treballador. En la redacció de l'informe va intervenir també l'arquitecte Joan Bruguera i Roget.
Per desavinences amb el germanastre es traslladà a Terrassa, al carrer de Sant Ignasi, on va realitzar obres força destacades tant d'edificis públics com de particulars, i el pla urbanístic de 1933. El 1909 fou nomenat professor de l'Escola d'Indústries de Terrassa. Aquell mateix any s'inaugurava a Barcelona, el 27 de novembre, un nou teatre, el Gran Teatre Espanyol, de l'empresari Josep Terrés, aixecat sobre les restes del Teatre Circ Espanyol, destruït per un incendi el 1907, i amb el disseny arquitectònic de Melcior Viñals.
Exercí també d'arquitecte municipal a Sant Vicenç dels Horts, on va dissenyar l'edifici consistorial nou, inaugurat el 1927, i a Esparreguera.
L'any 1929 va participar en la creació del Cos d'Arquitectes Municipals d'Espanya, sent nomenat tresorer de la seva junta. La revista d'aquesta entitat, dirigida per Ricard Giralt i Casadesús, va apostar per les mesures urbanístiques alemanyes.
Als anys 1930 va realitzar obres menors i de manteniment al Gran Teatre del Liceu de Barcelona.
Es va casar amb Alejandrina Paquez i Sánchez (1878-1952). El seu fill Frederic Viñals i Paquez (1909-1997) fou també arquitecte, a més de dedicar-se la les curses de motos sidecar. El seu nebot Jordi Audet i Viñals (?-1938), fill de la seva germana Ramona, fou també arquitecte.
La seva obra és fonamentalment d'estil eclèctic, encara que en nombroses ocasions també utilitza, en major o menor grau, el modernisme.

## Obres principals

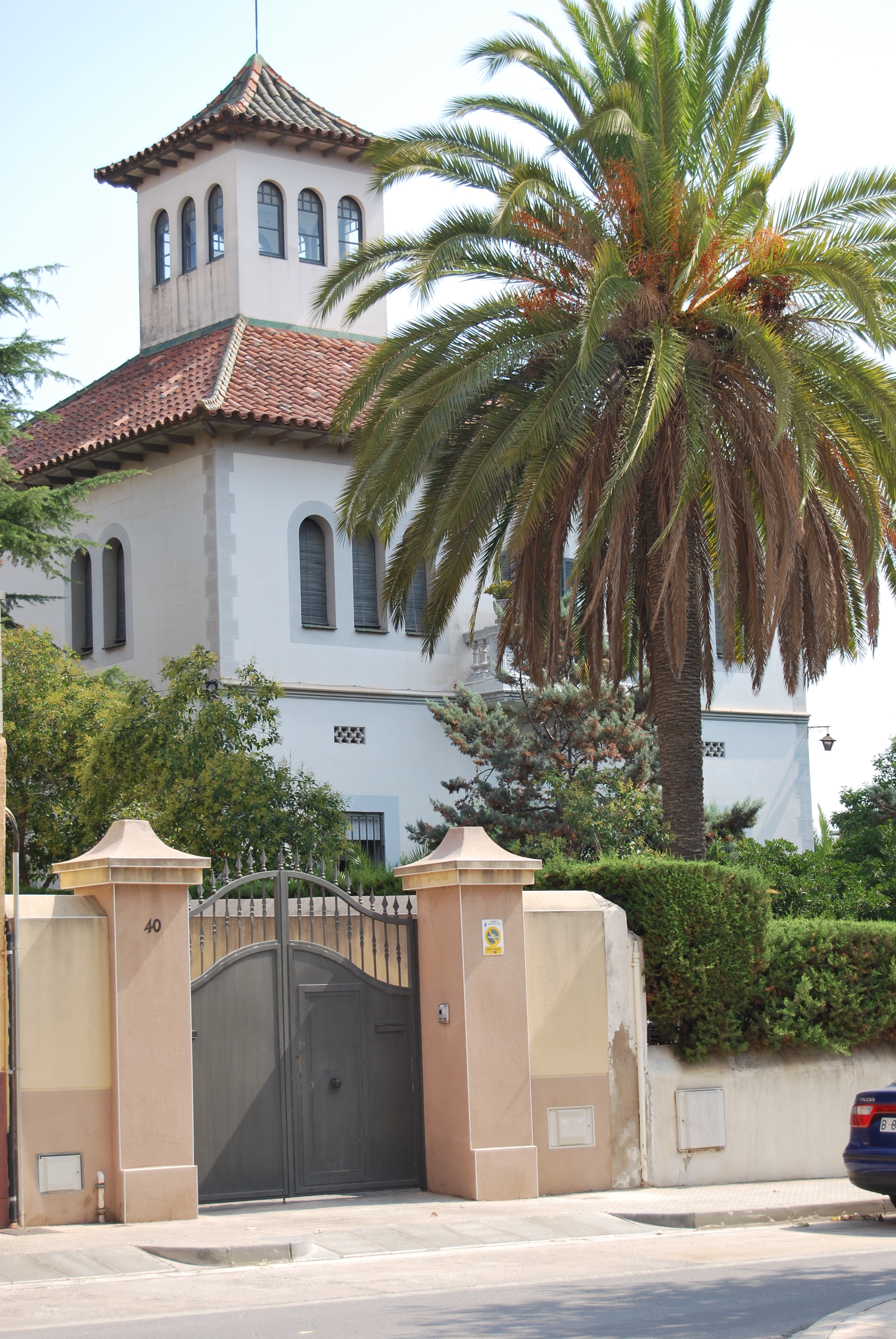
Torre Orris

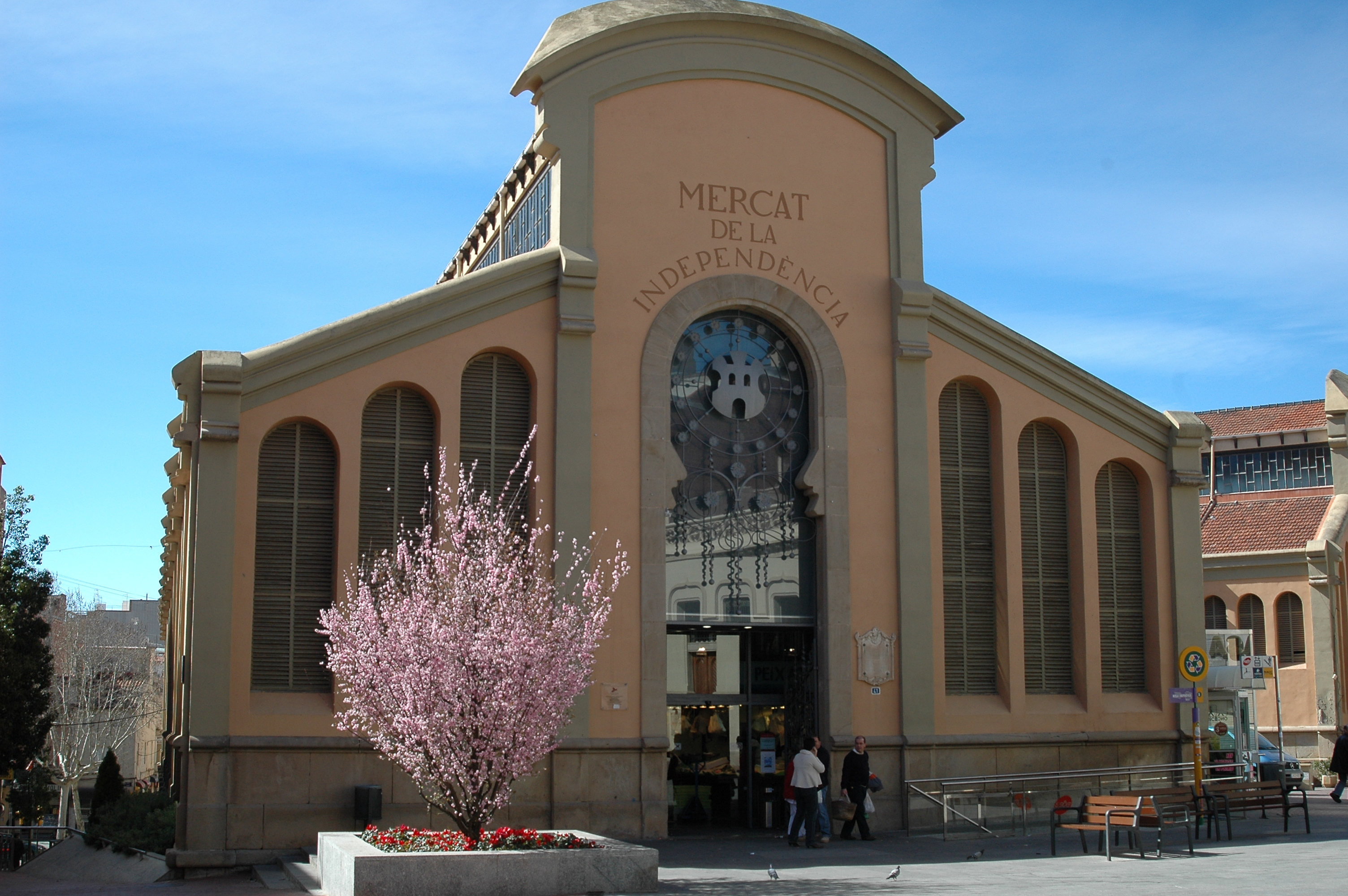
Mercat de la Independència

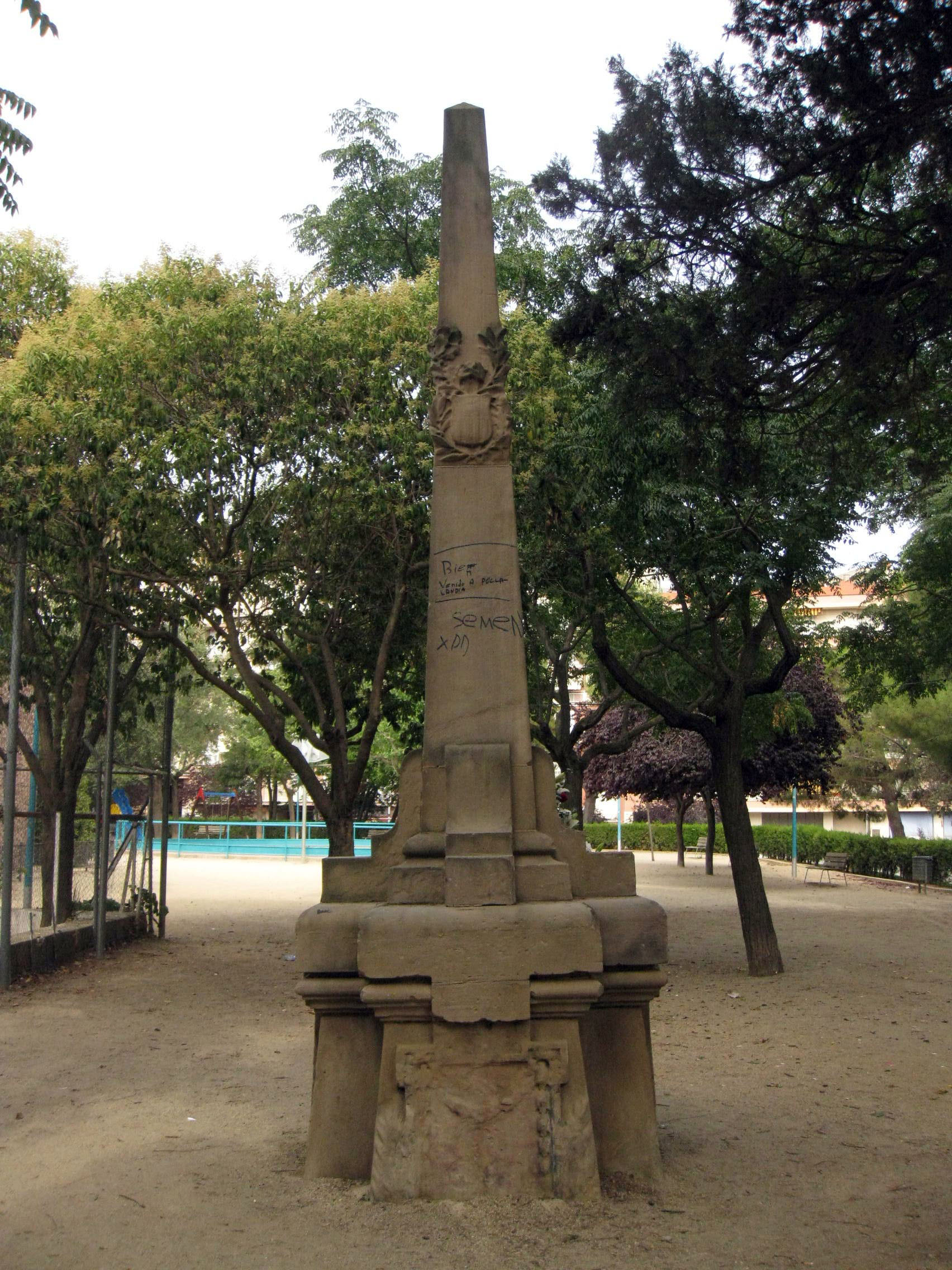
Monument a Jaume Jover i Marquet i Valentí Alagorda

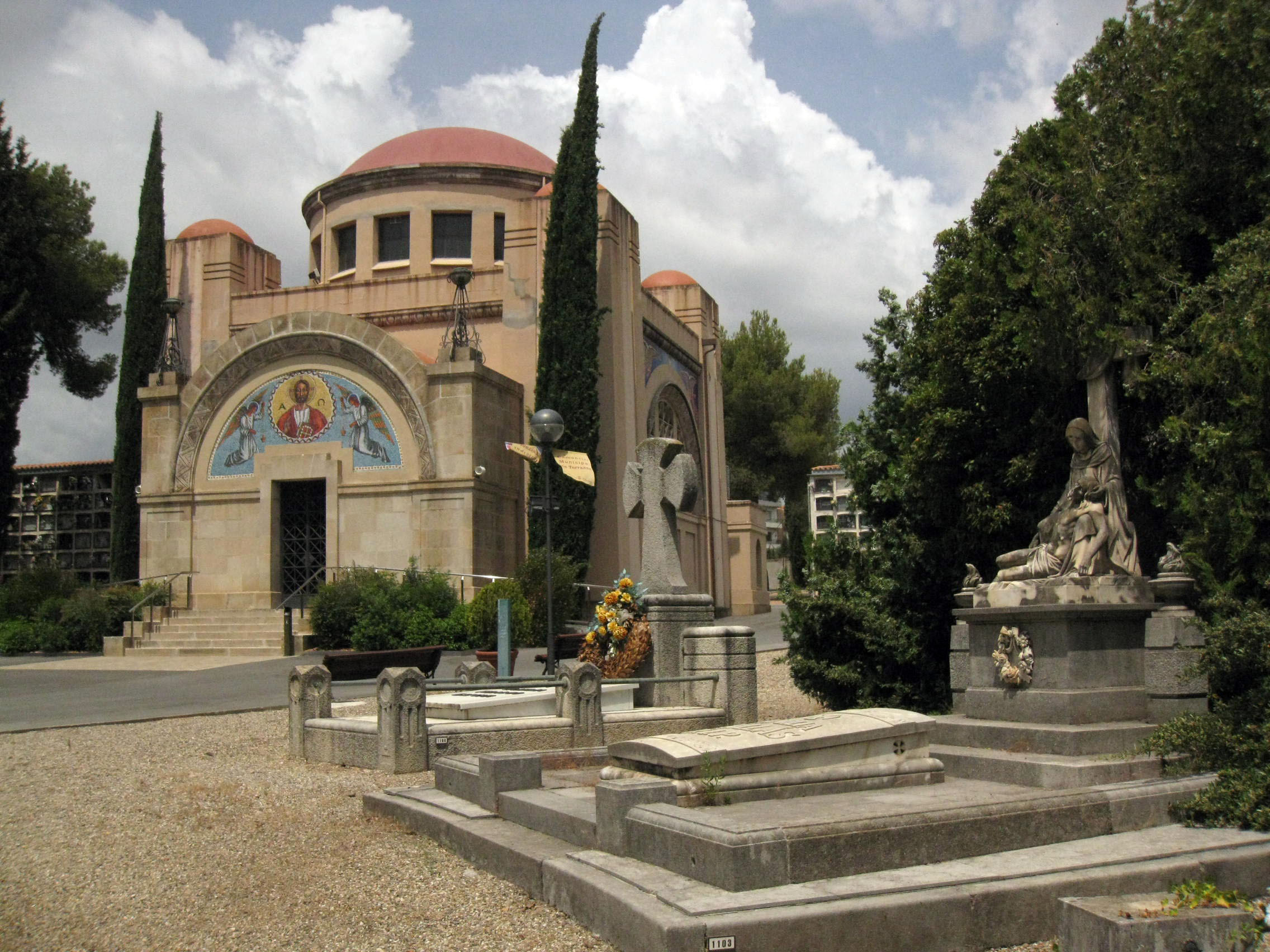
Cementiri Nou de Terrassa

- Magatzem Corcoy (començament del segle XX) – Terrassa
- Casa Francisco Perals (començament del segle XX) – Sant Vicenç dels Horts
- Casa Pere Salisachs (1904) – Barcelona
- Mercat de la Independència (1904) – Terrassa (amb Antoni Pascual i Carretero)
- Can Carol (1905) - Sant Vicenç dels Horts
- Casa Evarist Juncosa (1909) – Barcelona (substituint el seu germanastre Salvador Vinyals)
- Casa Antoni Pàmies (1909) – Barcelona
- Casa Pere Roumens (1909) – Terrassa
- Llar del Soldat (Caserna Guardia Civil) (1910) – Terrassa
- Magatzem Font Batallé (1910) – Terrassa (amb Josep Puig i Cadafalch)
- Cal Valls (1910) – Sant Vicenç dels Horts
- Casa Alegre de Sagrera (1911, reforma) – Terrassa
- Can Tarrés (1911) – Sant Andreu de Llavaneres
- Monument a Jaume Jover i Valentí Alagorda, al Cementiri Vell de Terrassa (1912) – Terrassa
- Cal Muñoz (1912) – Sant Vicenç dels Horts
- Conjunt urbà del barri del Poblenou (1913) – Sant Vicenç dels Horts
- Magatzems Torras (1914) – Terrassa
- Cafè Societat La Vicentina (1914) – Sant Vicenç dels Horts
- Cases de Joan Batllori (1914) – Sant Feliu de Llobregat
- Cal Sanahuja (1914) – Sant Vicenç dels Horts
- Casa Josefa Beltran, actual Casa Badia (1915) – Terrassa
- Casa Capdevila (1915) – Sant Vicenç dels Horts
- Conjunt de cases de Cal Mallorquinet (1915-1920) – Sant Vicenç dels Horts
- Casa Juan Cunill (1916) – Barcelona
- Ca l'Orris (1917) – Sant Vicenç dels Horts
- Cal Costa Ubach (1917 reforma) – Sant Vicenç dels Horts
- Cases Farrés (1917-1919-1932) – Sant Vicenç dels Horts
- Torre d'aigua (1919) – Terrassa
- Casa Rigol i casa Casas (primeres dècades del segle XX) – Sant Vicenç dels Horts
- Cementiri Nou de Terrassa (1920-1930) – Terrassa
- Casa Boloix (1921) – Sant Vicenç dels Horts
- Casa Carcasona (1922) – Sant Vicenç dels Horts
- Casa Francesca Sendra (1922) – Terrassa
- Casa Bonaventura Cortadella (1924) – Sant Vicenç dels Horts
- Cases Tuset i Valarrubí o Alonso (1925) – Sant Vicenç dels Horts
- Ajuntament (1927) – Sant Vicenç dels Horts[13]
- Mercat del Triomf (1928) – Terrassa
- Escola d'Economia Domèstica (1929) – Terrassa
- Casa Juan Sala Martí (1931) – Sant Vicenç dels Horts
- Villa Montecarlo (1933) – Cerdanyola del Vallès[5]